# Elezioni europee del 2014 in Repubblica Ceca
Le elezioni europee del 2014 in Repubblica Ceca si sono tenute il 23 e il 24 maggio.

## Risultati
| Liste        | Liste                                                                       | Gruppo       | Voti      | %     | +/-   | Seggi | +/-       |
| ------------ | --------------------------------------------------------------------------- | ------------ | --------- | ----- | ----- | ----- | --------- |
|              | ANO 2011                                                                    | ALDE         | 244.501   | 16,13 | nuovo | 4     | 4         |
|              | TOP 09 - STAN • TOP 09 • Sindaci e Indipendenti (STAN)                      | - PPE        | 241.747   | 15,95 | nuovo | 4 3 1 | 4 · 3 · 1 |
|              | Partito Social Democratico Ceco (ČSSD)                                      | S&D          | 214.800   | 14,17 | 8,21  | 4     | 3         |
|              | Partito Comunista di Boemia e Moravia (KSČM)                                | GUE/NGL      | 166.478   | 10,98 | 3,20  | 3     | 1         |
|              | KDU-ČSL                                                                     | PPE          | 150.792   | 9,95  | 2,31  | 3     | 1         |
|              | Partito Democratico Civico (ODS)                                            | ECR          | 116.398   | 7,67  | 23,78 | 2     | 7         |
|              | Partito dei Liberi Cittadini (Svobodní)                                     | EFDD         | 79.540    | 5,24  | 3,98  | 1     | 1         |
|              | Partito Pirata Ceco (Piráti)                                                | -            | 72.514    | 4,78  | nuovo | -     | Stabile   |
|              | Partito dei Verdi (SZ)                                                      | -            | 57.240    | 3,77  | 1,71  | -     | Stabile   |
|              | Alba della Democrazia Diretta (ÚSVIT)                                       | -            | 47.306    | 3,12  | nuovo | -     | Stabile   |
|              | Partito del Senso Comune (SZR)                                              | -            | 24.724    | 1,63  | nuovo | -     | Stabile   |
|              | Partito Comunista di Cecoslovacchia                                         | -            | 8.549     | 0,56  |       | -     |           |
|              | Blocco della Destra                                                         | -            | 8.028     | 0,53  |       | -     |           |
|              | SNK Democratici Europei (SNK ED)                                            | -            | 7.961     | 0,53  |       | -     |           |
|              | Partito Operaio della Giustizia Sociale (DSSS) - Partito per l'Europa (SPE) | -            | 7.902     | 0,52  |       | -     |           |
|              | Partito Ecologico Liberale                                                  | -            | 7.514     | 0,50  |       | -     |           |
| Altri <0,50% | Altri <0,50%                                                                | Altri <0,50% | 59.507    | 3,93  |       | -     |           |
| Totale       | Totale                                                                      | Totale       | 1.515.492 |       |       | 21    |           |